# Печерская, Римма Михайловна
Римма Михайловна Печерская (5 января 1946, дер. Тереховицы, Владимирская область, РСФСР — 11 ноября 2016, Пенза) — советский и российский ученый в области нано- и микроэлектроники. Доктор технических наук, профессор. Заслуженный работник высшей школы Российской Федерации (2006). Почётный работник высшего профессионального образования Российской Федерации (2003). Декан факультета электроэнергетики, нанотехнологий и радиоэлектроники ПГУ с 2002 по 2014 гг.

## Биография
Родилась 5 января 1946 г. в деревне Тереховицы Владимирской области.
В 1964 году окончила с отличием среднюю школу № 1 города Владимира, где в период обучения получила квалификацию станочницы широкого профиля. В тот же год она поступила во Владимирский политехнический институт, который успешно окончила в 1969 году по специальности «Инженер-конструктор-технолог радиоэлектронной аппаратуры».
С декабря 1969 года Р. М. Печерская обучалась в аспирантуре кафедры «Диэлектрики и полупроводники» Ленинградского электротехнического института имени В. И. Ульянова (Ленина), где защитила диссертацию на соискание ученой степени кандидата технических наук по теме «Исследование структур металл-сегнетоэлектрик-полупроводник-металл с целью построения на их основе ячеек памяти с неразрушающим считыванием» по специальности «Полупроводниковые и микроэлектронные приборы и технологии их производства».
В Пензенском политехническом институте (ныне — ПГУ) работала с 1973 по 2016 гг.
С 1973 по 1994 гг. — доцент кафедры микроэлектроники ППИ. Окончила аспирантуру ЛЭТИ в 1973 году. С 1994 по 2002 гг — профессор кафедры микроэлектроники ПГУ.
В 1994 году присвоено учение звание профессора по кафедре микроэлектроники ПГТУ.
С 2001 по 2009 гг. — заведующая кафедрой микроэлектроники ПГУ.
В 2001 году успешно защитила докторскую диссертацию по техническим наукам.
С 2002 по 2014 гг. — декан факультета электроэнергетики, нанотехнологий и радиоэлектроники ПГУ.
Является основателем в 1999 году научно-педагогической школы «Иерархические наноматериалы для сенсорных и энергетических приложений».
Области научных интересов: макро- и микроскопические исследования сегнетоэлектриков, автоматизация исследования свойств материалов нано- и микроэлектроники.
Не стало 11 ноября 2016 года.

## Публикации
Автор более 250 научных работ, в том числе: 2 монографий, авторских свидетельств, патентов РФ, 10 учебных пособий, 4 из которых с грифом УМО.
Некоторые труды:
- Печерская Р. М. Контролируемое изменение эксплуатационных характеристик чувствительных элементов и их временной стабильности // Нано- и микросистемная техника. — 2007.- № 1. — С. 20-23.
- Печерская Р. М., Волохов И. В., Мокров Е. А. Влияние переходных процессов в тонкопленочной гетероструктуре на надежность чувствительных элементов тензорезисторных датчиков давления // Известия вузов поволжский регион. Сер. Технические науки. — 2008. — Вып. 2. — С. 123—127.
- Печерская Р. М., Аверин И. А., Волчихин В. И. Инновационные технологии в индустрии нано- и микросистем // Сборник научно-практической конференции. Пенза, апрель 2008. — 41-48.
- Печерская Р. М., Аверин И. А., Аношкин Ю. В. Влияния отжига на морфологию поверхности и выходные параметры резистивных структур // Известия вузов поволжский регион. Сер. Технические науки. — 2008. — Вып. 3. — С. 104—109 .
- Печерская Р. М., Недорезов В. Г., Аверин И. А. Пассивные элементы на резистивных структурах, Пенза, 2009.
- Печерская Р. М. и др. Исследование нелинейности поляризации в пленках ЦТС методом гармонического анализа. Изв. АН, сер. физическая № 67, № 8, 2009.
- Р. М. Печерская, А. В. Чижов. Автоматизированный комплекс для исследования стати-ческих характеристик магнитомягких материалов / Известия вузов. Поволжский регион. Техни-ческие науки. 2015, № 1(32). — Пенз ГУ. — С. 78-86.
- Р. М. Печерская, Ю. А. Вареник, И. А. Мочалова, Е. А. Печерская. Аппаратное обеспе-чение исследований емкостным методом резонансных характеристик микроэлектромеханиче-ских структур / Труды международного симпозиума Надежность и качество. 2014. Т. 1. — г. Пенза, Издательство ПГУ. — с. 386—387.
- Печерская Р. М., Соловьев В. А., Кондрашин В. И., Метальников А. М. Исследование динамических характеристик нагревателя подложек в установке для спрей пиролиза / Труды международного симпозиума Надежность и качество. 2014. Т. 2. — г. Пенза, Издательство ПГУ. — с. 147—148.
- Pecherskaya E.A., Shepeleva J.V., Pecherskaya R.M., Ryabov D.V. Automated method of measuring the temperature dependences of the dielectric parameters of ferroelectrics with second kind phase transition. Journal of Physics: Conference Series 541 (2014) 012012.

## Награды
- Заслуженный работник высшей школы Российской Федерации (2006)[7];
- Почётный работник высшего профессионального образования Российской Федерации (2003);
- Серебряная медаль ВДНХ СССР;
- Почетный знак губернатора Пензенской области «Во славу земли Пензенской» (2016);
- Почетный профессор Пензенского государственного университета (2013)[8];
- Памятный знак «За заслуги в развитии города Пензы» (28 ноября 2016 год)[9];